# Rivière Blanche (vattendrag i Kanada, Québec, lat 48,77, long -71,32)
Rivière Blanche är ett vattendrag i Kanada.   Det ligger i provinsen Québec, i den östra delen av landet, 500 km nordost om huvudstaden Ottawa.
I omgivningarna runt Rivière Blanche växer i huvudsak blandskog. Runt Rivière Blanche är det mycket glesbefolkat, med 4 invånare per kvadratkilometer.